# Bessemermetoden

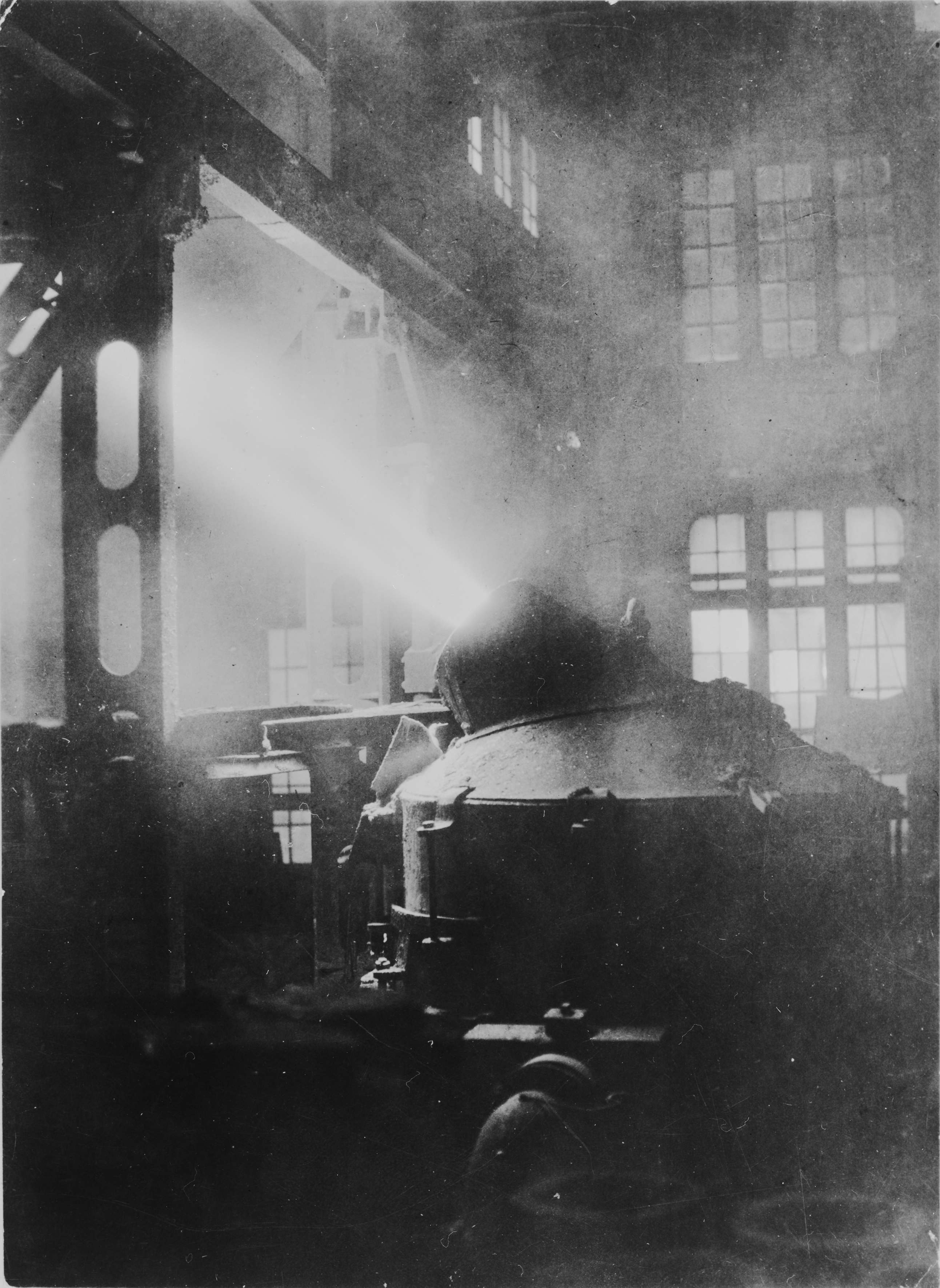
Bessemerblåsning vid Sandvikens Jernverks AB i början av 1900-talet.

Bessemermetoden, eller bessemerprocessen, är en äldre metod för framställning av götstål, utvecklad 1856 av den engelske ingenjören Henry Bessemer (1813-1898).

## Funktion
Metoden går ut på att färska flytande tackjärn till smidbart stål. Genom att blåsa luft genom smältan oxideras smältans kol, mangan och kisel jämte delar av järnet. Kolet avgår som koloxid och kolsyra, medan mangan och kisel flyter upp på järnmassans yta som slagg. Det första försöket gjordes i en degel av lera och luften pressades in genom ett rör i degelns lock. Blästerröret, genom vilket syre fördes in i smältan, igensattes lätt och redan 1855 kom Bessemer på tanken att använda rörliga ugnar för sin metod. År 1858 hade han den första ugnen av detta slag klar, en så kallad konverter. Typisk sammansättning av bessemerstål: kol 0,6%, kisel 0,02-0,06%, mangan 0,18-0,28%, fosfor 0,05-0,30%.
För framställning av mindre kvantiteter, särskilt vid tillverkning av stålgjutgods, användes en modifikation av Thomasprocessen, den så kallade lillbessermetoden, vilken använde konvertrar med inblåsning av luften från sidan.

## Historik
Det järn som man får från en masugn är svårt att bearbeta, har hög kolhalt och kan innehålla oönskade halter av andra grundämnen. Därför behövs minst ett steg till för att minska halterna av kol och andra grundämnen.  I Kina började masungar användas redan på 1000-talet;  de använde en process som påminner om bessemermetoden. Detta var okänt för Bessemer när han sökte patent på sin metod. Han fick aldrig sin metod att fungera, det gjordes i stället i Sverige.
De första försöken med Bessemers process utfördes i Sverige på initiativ av grosshandlaren Pontus Kleman vid Dormsjö under ledning av John Leffler i början av 1857. Resultatet av detta försök blev klent, järnet blev alldeles för kallt och stelnade till största delen i ugnen. Trots det inköpte Göran Fredrik Göransson Bessemers patent i Sverige samma år, och inledde i november experiment med metoden vid Edskens masugn, som hörde till Högbo Bruk. Till en början användes samma typ av ugn som vid Dormsjö, men sedan byggdes en ny ugn efter ritningar av Bessemer. Den nya, stående ugnen bestod av två rader formor kring ugnen helt nära bottnen. Resultaten blev dock dåliga då man använde samma tackjärn som för lancashiresmidet, järn med låg kisel- och manganhalt, och dessutom var blästertrycket för lågt. Järnet blev blåsigt och svalt och kunde endast delvis tappas ur ugnen.
Den 18 juli 1858 blåstes genom en tillfällighet in mer luft/sekund än planerat i ugnen i Edsken. Genom detta fick man en högre temperatur i ugnen. Man fick ett lättflytande och mer slaggfritt stål. Det blev den första lyckade blåsningen i Sverige. Trots framgångarna dröjde det innan metoden fick genomslag i Sverige. Principen var känd men tekniken var svårhantelig, mycket blev sekunda kvalitet.  1862–1863 började det nybildade Högbo Stål och Jernverks AB bygga ett nytt järnverk i Sandviken med riktiga bessemerkonvertrar. Omkring 1865 fick metoden fullt erkännande men så sent som 1866 övervägde konsul Göransson vid Högbo bruk att fokusera på "andra sorters stål som inte äro så svårhanterliga som det vanliga bessermerstålet". Efter att Högbo Stål och Jernverks AB gjort konkurs 1866 startades ett nytt bolag i Sandviken med namnet Sandvikens Jernverk AB, sedan Sandvik AB och nuvarande Alleima.  Bessemers patent gick ut år 1870. Under 1870-talet användes bessemermetoden  under något år vid 17 svenska järnbruk. Under tiden blev det ett kraftigt prisfall på stål. På 1880-talet koncentrerades användningen av bessemermetoden  till några större svenska järnverk, bland annat Domnarvet, Fagersta,  Hofors, Avesta, Iggesund, Västanfors, Björneborg. En förbättrad version av bessemermetoden, som sänkte halten av kisel i stålet, användes vid Domnarvets Jernverk från mitten av 1890-talet för att tillverka mer än 30 000 ton järnvägsräls åt SJ (räls är en avancerad produkt eftersom rälsen skall förena många egenskaper, vara pålitligt, hårt, starkt, tåla slitage,inte drabbas av sprickbildning etc).  Det dröjde dock innan produktionsnivåerna nådde över 50 000 ton och först 1895 passerades 100 000 ton. 
Bessemermetoden blev i Sverige aldrig som i utlandet den stora tillverkningsmetoden för ordinärt stål. Detta sammanhängde med att järnverken i Sverige använde det dyra träkolstackjärnet som råvara för bessemerprocessen. 
Tidigare använda hantverksmässiga metoder för att göra stål slogs helt ut, men bessemermetoden kunde endast användas för fosforfattigt järn. En utveckling av metoden, som  byggde på inblåsning av tryckluft i smältan kombinerad med inblandning av kalk, kallad thomasprocessen kunde använda även för fosforrik råvara. Det gjorde det möjlighet att använda de stora, fosforrika malmfyndigheterna i Grängesbergs gruvor. Som en biprodukt av Thomasprocessen  fick man så kallad thomasfosfat, som under lång tid användes för gödsling inom jordbruket.
De båda förädlingsmetoderna är nu historiska, men anses ha haft en avgörande betydelse för den framväxande industriella revolutionen  under slutet av 1800-talet.
Världens troligen enda bevarade bessemerverk på ursprunglig plats finns inne på Uddeholms AB:s industriområde i Hagfors.

## Bilder

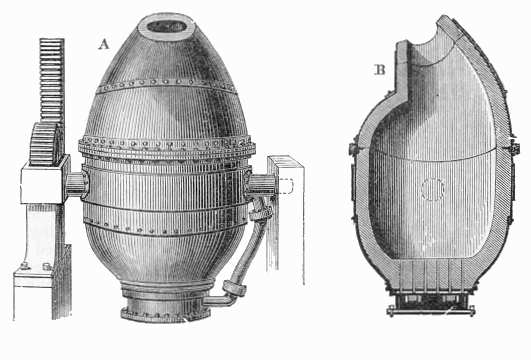
Schematisk bild av en Bessemerkonverter
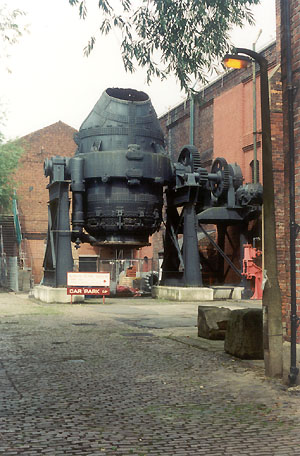
Bessemerkonverter vid Kelham Island Museum, Sheffield, England
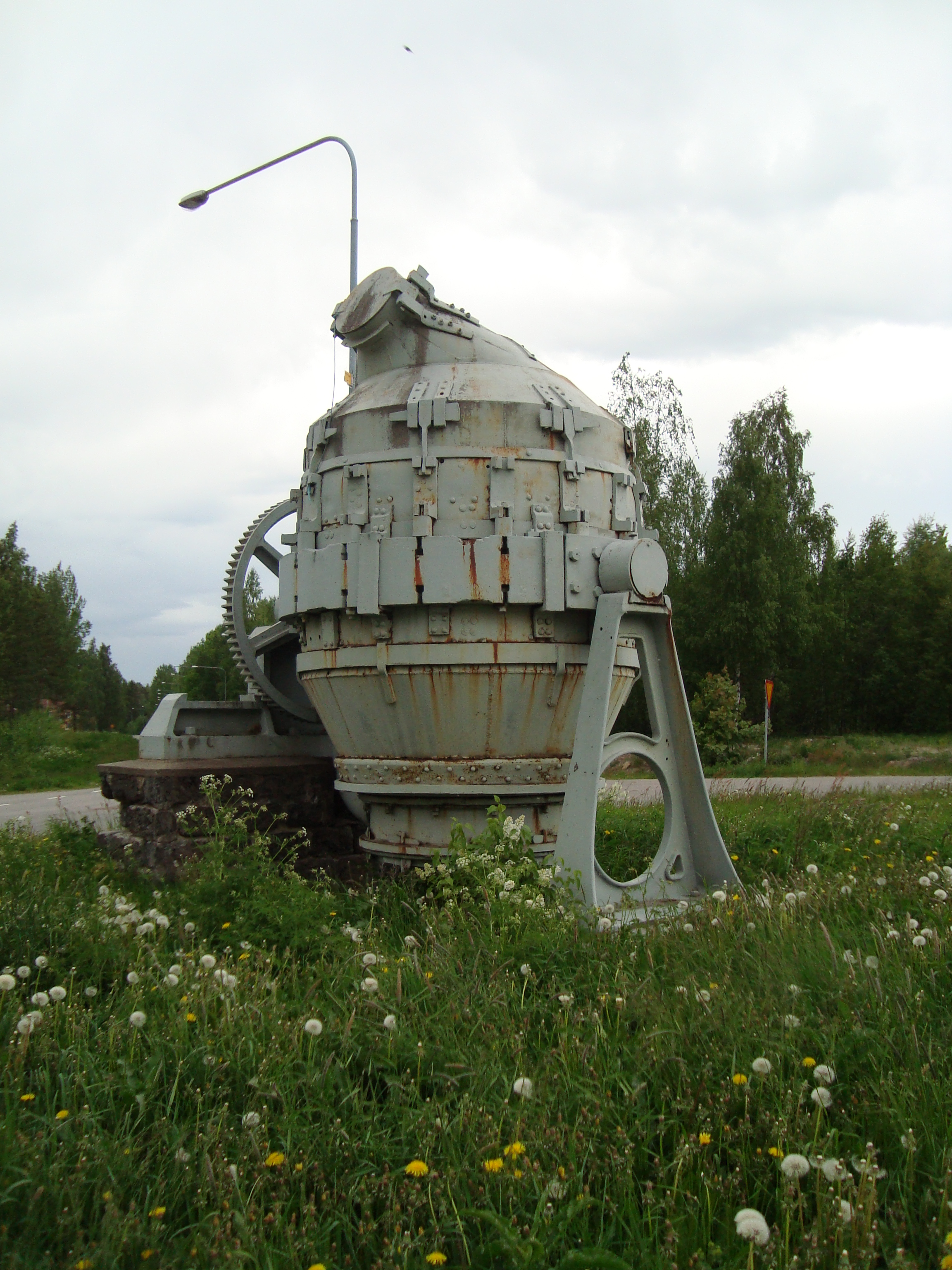
Bessemerkonverter uppställd vid Forsbacka bruk
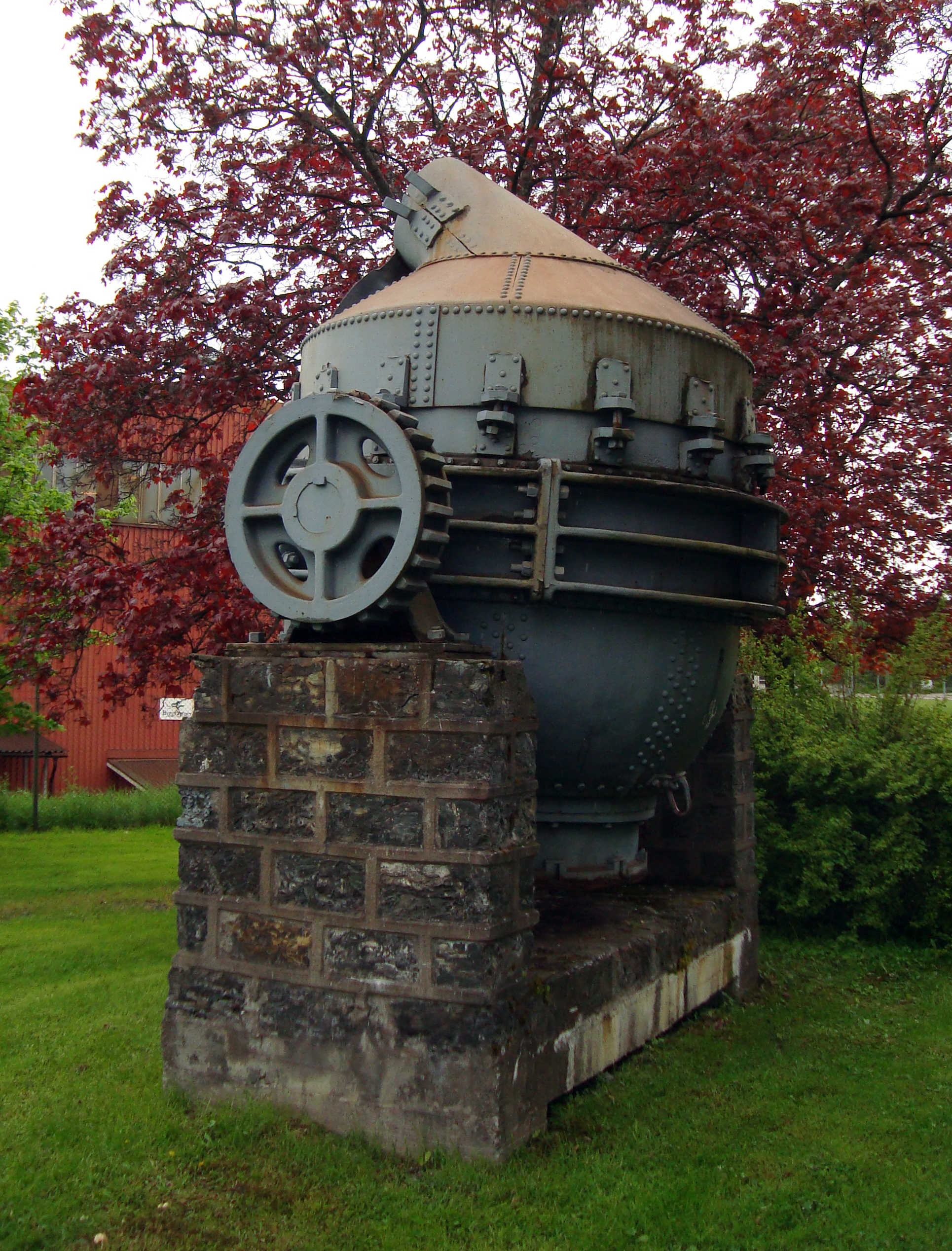
Bessemerkonverter i Klosterparken vid Klosterverken, Långshyttan